# Max Bell Centre

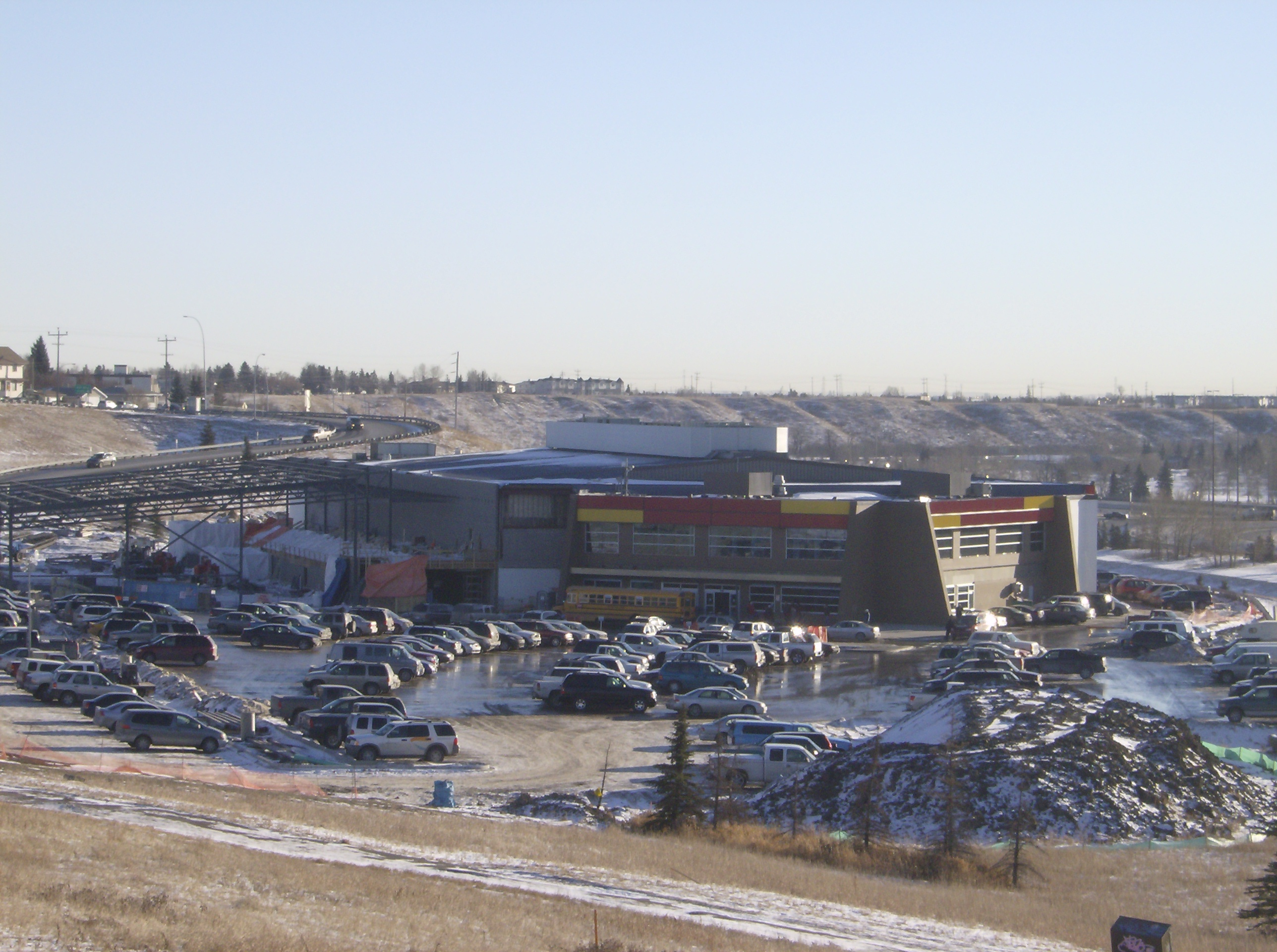
Max Bell Centre im Dezember 2006

Das Max Bell Centre (häufig auch als Max Bell Arena bezeichnet) ist ein Eishockeystadion in Calgary, Kanada. Das Stadion hat 2.121 Sitzplätze und bietet über 3.000 Stehplätze. Benannt wurde das Stadion nach Max Bell, der den Bau des Stadions finanziell unterstützte. 
Bei den Olympischen Winterspielen 1988 wurden die Curling-Spiele sowie die Shorttrack-Wettbewerbe im Max Bell Centre durchgeführt. 
Derzeit ist das Stadion Heimstätte der Calgary Canucks der Alberta Junior Hockey League. Zusätzlich werden Spiele der Rocky Mountain Lacrosse League ausgetragen.